# مجاهد بن جبر
أبو الحجاج مُجاهِد بْن جَبْر بن عبد الله بن نفيل بن هلال بن كنانة بن حماد بن عباد بن قصعة بن تغلب. (ويُقال: جُبير) (21 – 104هـ = 642 – 722م) مولى السائب بن أبي السائب المخزومي القرشي. ويعرف اختصاراً في المصادر والكتب التراثية بمجاهد. وهو تابعيٌّ وإمامٌ وفقيهٌ وعالمُ ثقة وكثير الحديث، وبرز في التفسير وقراءة القرآن الكريم والحديث النبوي.

## شيوخه ومن روى عنهم الحديث
روى مجاهد الكثير عن ابن عباس، كما عرض عليه القرآن ثلاث مرات، وكان خلال كل مرة يقف عند كل آية فيسأله عنها، كيف كانت؟ وفيم نزلت؟. كما أخذ عن ابن عباس إضافة إلى قراءة القرآن تفسيره، وكذلك أخذ عنه الفقه. وروى مجاهد عن عائشة وعن أبي هريرة وسعد بن أبي وقاص وجابر بن عبد الله وعبد الله بن عمر وعن أبي سعيد الخدري.

## رواته والذين أخذوا عنه
روى الحديث عن مجاهد الكثيرون ومنهم عكرمة وطاووس وعطاء بن السائب وسليمان الأعمش وعمرو بن دينار وأبو حصين الأسدي وجعفر بن إياس وجماعة آخرون. أما قراءة القرآن فقد قرأ عليه ثلاثة من أئمة القراءات، وهم ابن محيصن، وابن كثير، وأبو عمرو بن علاء البصري.

## مناقبه
كان مجاهد من أعلم الناس بالقرآن حتى أن الإمام الثوري قال خذوا التفسير من أربعة: مجاهد وسعيد بن جبير وعكرمة والضحاك. وله كتاب في التفسير يقال تفسير مجاهد ويقول بعض المفسرين أن من منهجه في ذلك الكتاب أنه كان يسأل أهل الكتاب ويقيد فيه ما يأخذه عنهم، ومما يذكر عنه أنه كان شغوفاً بالغرائب والأعاجيب ولأجل ذلك فقد ذهب إلى بئر برهوت في حضرموت ليتقصى ما علمه عنه، كما أنه بنفس هذا الدافع ذهب إلى بابل يبحث بها عن هاروت وماروت.
قال ابن تيمية في مقدمته "ولهذا يعتمد على تفسيره الشافعيُّ والبخاريُّ وغيرهما من أهل العلم".